# Игор Трунов
Игор Леонидович Трунов (рус. Игорь Леони́дович Труно́в; Картали, 12. август 1961) економиста је, правник и професор, адвокат и политичар, како у Русији тако и у свијету. Члан је многих свјетских асоцијација у којима обавља високе позиције. Такође, Игор је и инострани члан Академије наука и умјетности Републике Српске од 2011. године.

## Биографија
Игор Леонидович Трунов рођен је 12. августа 1961. године у Карталији, Чељабинској области у Русији. Доктор је правних наука и магистар економских наука. Ужа научна област му је заштита права личности у области кривичнопроцесног права.
Професор је на Московском државном универзитету културе и умјетности (МГУКИ).
Национални је предсједник Свјетске асоцијације правника у Вашингтону, замјеник предсједника Међународног савеза правника, руководилац Одјељења за правне науке Руске академије природних наука, први потпредсједник Федералног савеза адвоката Русије, члан Међународног удружења упоредног права, члан Руског јавног института бирачког права (Российский общественный институт избирательного права – РОИИП) и почасни члан Српског удружења за кривичноправну теорију и праксу.
Добитник је многобројних домаћих (руских) и међународних награда: за допринос миру правним методама, за достигнућа и професионализам раду, за допринос развоју руске адвокатуре, за заслуге у заштити права и слобода грађана, за рад на учвршћивању духовно-моралних основа службе отаџбини, за рад на учвршћивању правне државе, грађанског друштва, закона и правосуђа у Руској федерацији.
За иностраног члана Академије наука и умјетности Републике Српске изабран је 17. марта 2011. године.
Игор је такође потпредсједник странке Демократске праведне Русије. Трунов је бавио адвокатуром све до септембра 2016. године када је 16. септембра те године тај статус изгубио. Како се наводи у образложењу статус адвоката је изгубио због кршења професионалне етике, због чега адвокатска комора доноси овакву одлуку.